# Heterodonta
Heterodonta é um molusco subclasse da classe bivalve e contém as ordens †Cycloconchidae, †Hippuritoida (rudistas), †Lyrodesmatidae, Myoida (típico amêijoas e aliados), †Redoniidae e Veneroida (berbigão e aliados).
Heterodonta também pode ser o nome de um peixe (Opthalmotilapia heterodonta).